# Bernard T. Espelage
Bernard Theodore Espelage OFM (* 16. Februar 1892 in Cincinnati, Ohio; † 19. Februar 1971) war ein US-amerikanischer römisch-katholischer Geistlicher. Espelage war der erste Bischof des Bistums Gallup.

## Leben
Bernard Espelage wurde als jüngster von zwei Söhnen von Bernard und Clara Espelage in Cincinnati geboren. Sein älterer Bruder Sylvester Joseph Espelage (1877–1940) wurde später ebenfalls Priester und Bischof. Papst Pius XI. ernannte ihn 1925 zum ersten Bischof des Bistums Wuchang in der Volksrepublik China.
Bernard Espelage absolvierte eine Konfessionsschule sowie im Anschluss daran ein Priesterseminar der Franziskaner. Am 15. August 1910 zog er zum ersten Mal den Habit an. Ein Jahr später, am 15. August 1911, legte er das Ordensgelübde ab. Das Sakrament der Priesterweihe empfing Espelage am 16. Mai 1918 in Oldenburg, Indiana.
Nach einem Jahr als Kurat in Roswell, New Mexico wurde Espelage 1919 zum Kanzler des Erzbistums Santa Fe ernannt. 1926 erwarb er den Doktortitel in Kanonischem Recht an der Katholischen Universität von Amerika in Washington, D.C. Von 1934 bis 1939 diente er als Rektor der Cathedral Basilica of St. Francis of Assisi in Santa Fe, danach diente er rund ein Jahr, bis 1940, als Kaplan an der Holy Family Church in Oldenburg.
Papst Pius XII. ernannte Espelage am 20. Juli 1940 zum ersten Bischof des neu gegründeten Bistums Gallup. Die Bischofsweihe spendeten ihm 9. Oktober 1940 Erzbischof John Timothy McNicholas und die Mitkonsekratoren, die Bischöfe Joseph Albers und Joseph Elmer Ritter.
Espelage diente seinem Bistum 29 Jahre lang. Während dieser Zeit nahm er von 1962 bis 1965 an allen vier Sitzungen des Zweiten Vatikanischen Konzils teil. Die Anzahl der Katholiken in seinem Bistum stieg von zu Beginn 30.000 auf zuletzt knapp 80.000. Waren zu Beginn seiner Amtszeit 17 Gemeinden in seinem Bistum, waren es zuletzt 53.
Seinem Rücktrittsgesuch wurde Espelage am 25. August 1969 von Papst Paul VI. stattgegeben. Gleichzeitig wurde er zum Titularbischof des neu gegründeten Titularbistums Penafiel ernannt.
Espelage starb zwei Jahre später, im Februar 1971, drei Tage nach seinem 79. Geburtstag.